# Caroline von Dänemark

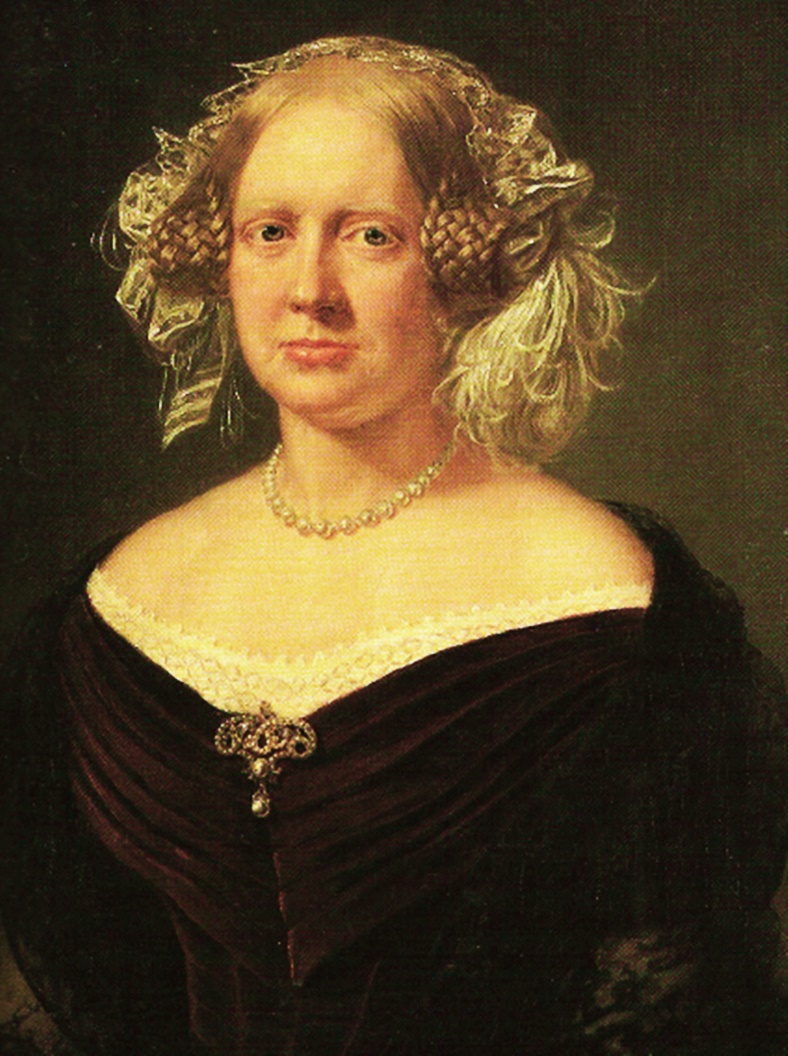
Caroline, Erbprinzessin von Dänemark

Caroline von Dänemark (* 28. Oktober 1793 auf Schloss Christiansborg in Kopenhagen; † 31. März 1881 in Schloss Amalienborg in Kopenhagen) war eine Prinzessin von Dänemark und durch Heirat Erbprinzessin von Dänemark.

## Leben

### Kindheit und Jugend

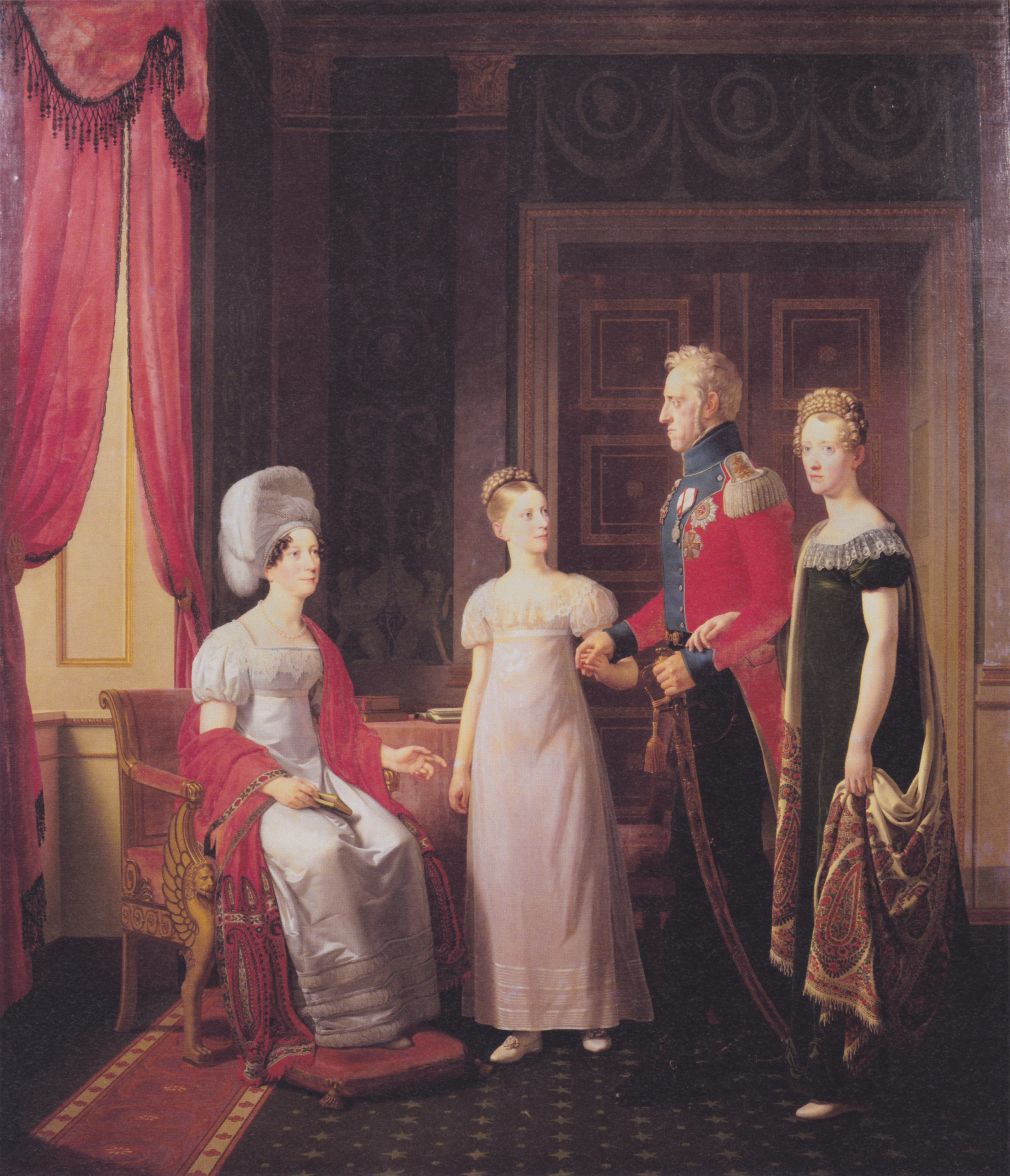
König Friedrich VI., dessen Königin Marie und die beiden Prinzessinnen Caroline und Wilhelmine. Gemälde von Christoffer Wilhelm Eckersberg, 1821.

Caroline war eine Tochter von König Friedrich VI. von Dänemark und Marie von Hessen-Kassel. Sie und ihre vierzehn Jahre jüngere Schwester Wilhelmine waren die einzigen der acht Kinder des Königspaares, die das Erwachsenenalter erreichten. In Dänemark galt zu dieser Zeit noch die männliche Thronfolge, und Prinzessin Caroline war deshalb keine Kronprinzessin.

### Ehe
Verhandlungen auf Initiative Kaiser Napoleons I., die siebzehnjährige Caroline mit dem neuerwählten 41-jährigen schwedischen Thronfolger Karl August zu verheiraten, wurden durch dessen plötzlichen Tod am 28. Mai 1810 beendet. Im September 1812 wurde Caroline mit dem Bruder ihrer Mutter, den 17 Jahre älteren Christian von Hessen-Kassel (1776–1814), verlobt. Im Jahr nach der Verlobung erlitt er jedoch einen Zusammenbruch und starb im November 1814 im Alter von 38 Jahren. Erst am 1. August 1829 heiratete Prinzessin Caroline im Alter von 35 Jahren auf Schloss Frederiksberg in Kopenhagen den Cousin ihres Vaters, Prinz Ferdinand von Dänemark (1792–1863), den Sohn des Erbprinzen Friedrich und jüngeren Bruder des späteren Königs Christian VIII. Mit dieser Ehe wurden zwei Linien des dänischen Königshauses miteinander vereint, die seit 1814 ein kühles Verhältnis zueinander hatten.

### Erbprinzessin

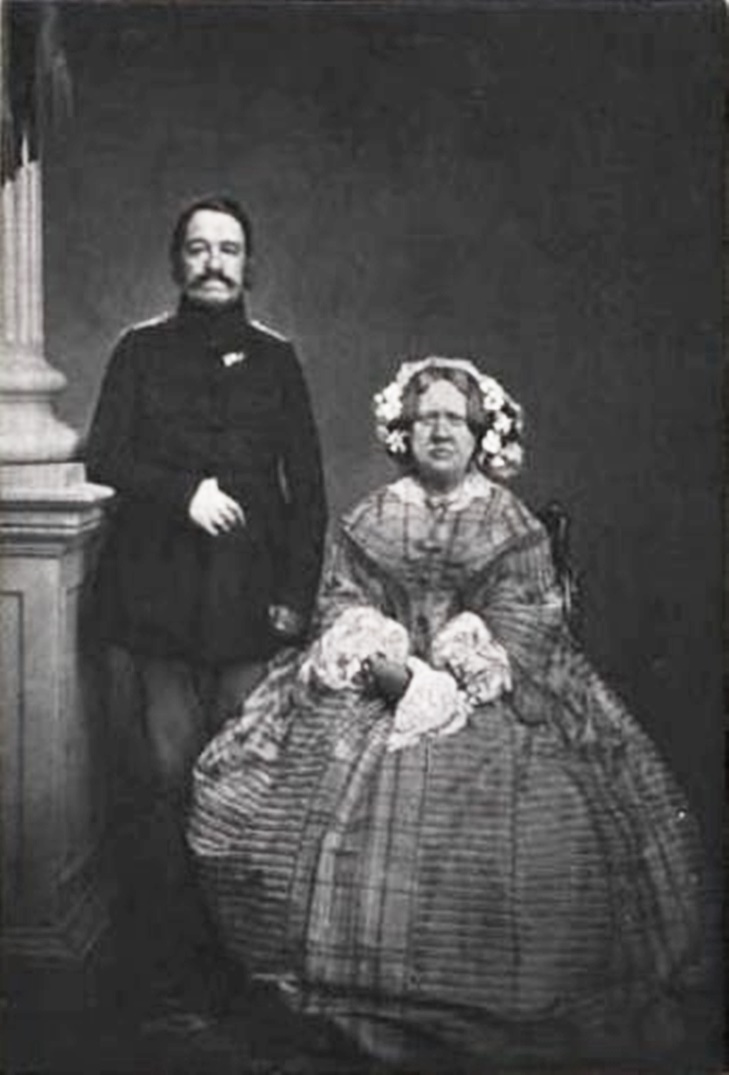
Erbprinz Ferdinand und Erbprinzessin Caroline von Dänemark

1848 starb Christian VIII. und sein einziger Sohn folgte ihm als König Friedrich VII. auf dem dänischen Thron. Da er weder aus seiner ersten Ehe mit Carolines Schwester Wilhelmine noch aus seinen beiden anderen Ehen Nachkommen hatte, nahm mit seiner Thronbesteigung Carolines Ehemann als nächster Agnat 1848 die Stellung des Erbprinzen von Dänemark und Caroline die der Erbprinzessin ein. Das Ehepaar lebte meiste zurückgezogen vom Hof auf Schloss Bernstorff. Während der Cholera-Epidemie 1853 blieben sie dagegen als einzige Mitglieder des Königshauses in Kopenhagen.

### Witwe
Am 29. Juni 1863 starb Erbprinz Ferdinand, fünf Monate vor König Friedrich VII., der am 15. November 1863 starb. Caroline, die kurz davor stand, an der Seite ihres Ehemanns Königin zu werden, erlebte nun das Erlöschen der alten königlichen Linie des Hauses Oldenburg im Mannesstamm. Mit der Thronbesteigung von Christian IX. wurde ein Angehöriger der Nebenlinie Schleswig-Holstein-Sonderburg-Glücksburg Dänemarks König.

Caroline starb 1881 in Kopenhagen, wo sie als Witwe zurückgezogen  gelebt hatte. Sie wurde in der Königsgruft im Dom zu Roskilde beigesetzt. Bei ihrem Leichenbegängnis durch die Straßen der Stadt kam es laut einem historischen Bericht 
„zu skandalösen Pöbelexzessen. [...] Als der einfache Leichenkondukt, begleitet von einer kleinen Kavalerie-Eskorte, von dem Palais der Erbprinzessin [Schloss Amalienborg] nach der Königin-Querstraße [wohl Amaliegade] gekommen war, sammelte sich hinter dem Zuge ein immer größer werdender Pöbelhaufe, der demselben unter Gejohle und Geschrei folgte. In der Gothenstraße [Gothersgade] ging die Menge aber zur brutalen Rohheit über. Hier hatte das Kriegsministerium längs der militärischen Gebäude Pechfackeln aufstellen lassen; diese wurden nun von dem Pöbel herausgerissen und mit ihrem brennenden Inhalt auf die dichtgedrängt auf dem Trottoir stehenden Zuschauer geschleudert, die entsetzt und zum Theil mit brennenden Kleidern zu entfliehen suchten, wobei viele Kinder und Frauen umgestoßen und arg zertreten wurden. In der breiten Westerbrückenstraße [Vesterbrogade], wo der Pöbel zu Tausenden angewachsen war, erreichte, wie man der "Voss[ische]. Z[ei]t[un]g." schreibt, der Skandal seinen Höhepunkt; unter dem Gesange obszöner Lieder, Pfeifen und unbeschreiblichem Gebrüll zog die Menge dicht hinter der Leicheneskorte her. Die Polizei, von der bis dahin nichts zu sehen war, schritt endlich energisch ein, indem am sogenannten Amerikawege eine sehr starke Konstablerabtheilung mit Stäben auf den Pöbel eindrang und denselben nach kurzem, aber heftigem Kampfe von dem Leichenzuge abdrängte und die Straße sperrte.“
Da ihre Ehe ebenso wie die ihrer Schwester Wilhelmine kinderlos geblieben war, erlosch mit Wilhelmines Tod im Jahr 1891 nach fast 450 Jahren die direkte Linie der Könige von Dänemark aus dem Haus Oldenburg.